# ジョージ・ブランズ
ジョージ・ブランズ（George Bruns、1914年7月3日 - 1983年5月23日）は、アメリカ合衆国の作曲家である。アメリカ合衆国オレゴン州出身。

## 来歴
1953年にウォルト・ディズニー・カンパニーに雇われオリバー・ウォレスに代わって長編音楽を担当、1975年に退社。

## 作品
- 1959年　-　「眠れる森の美女」
- 1961年　-　「101匹わんちゃん」
- 1963年　-　「王様の剣」
- 1966年　-　「歌声は青空高く」
- 1967年　-　「ジャングル・ブック」
- 1970年　-　「おしゃれキャット」
- 1973年　-　「ロビン・フッド」

## 受賞歴
- 第32回アカデミー賞ミュージカル映画音楽賞ノミネート。
- 第36回アカデミー賞音楽賞ノミネート。
- 第34回アカデミー賞ミュージカル映画音楽賞ノミネート。
- 第46回アカデミー賞歌曲賞ノミネート。